# Halisarca caerulea
Halisarca caerulea är en svampdjursart som beskrevs av Jean Vacelet och Donadey 1987. Halisarca caerulea ingår i släktet Halisarca och familjen Halisarcidae.
Artens utbredningsområde är havet kring Guadeloupe och Martinique. Inga underarter finns listade i Catalogue of Life.